# Center for Hellenic Studies (Harvard)

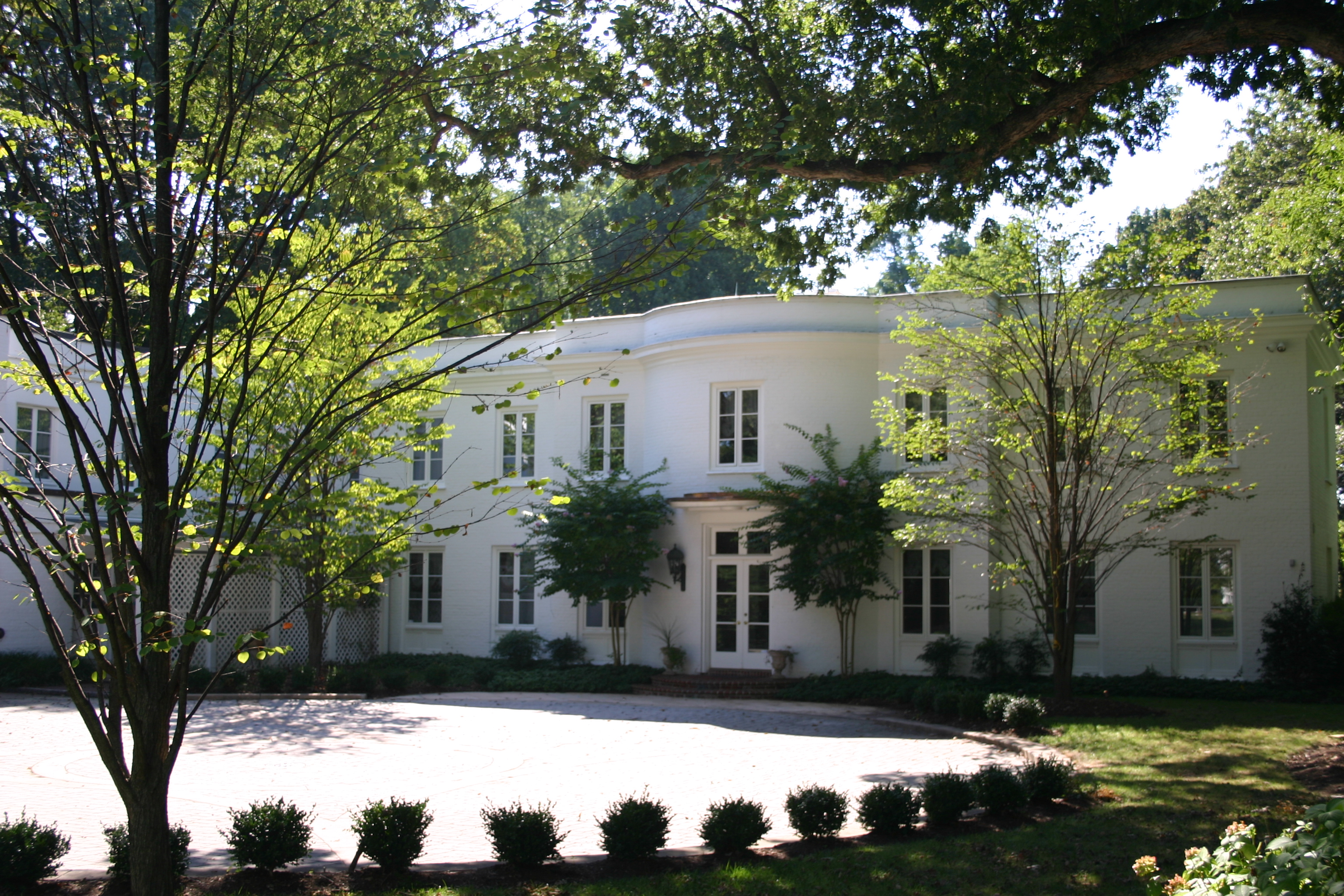
Residenz des Direktors

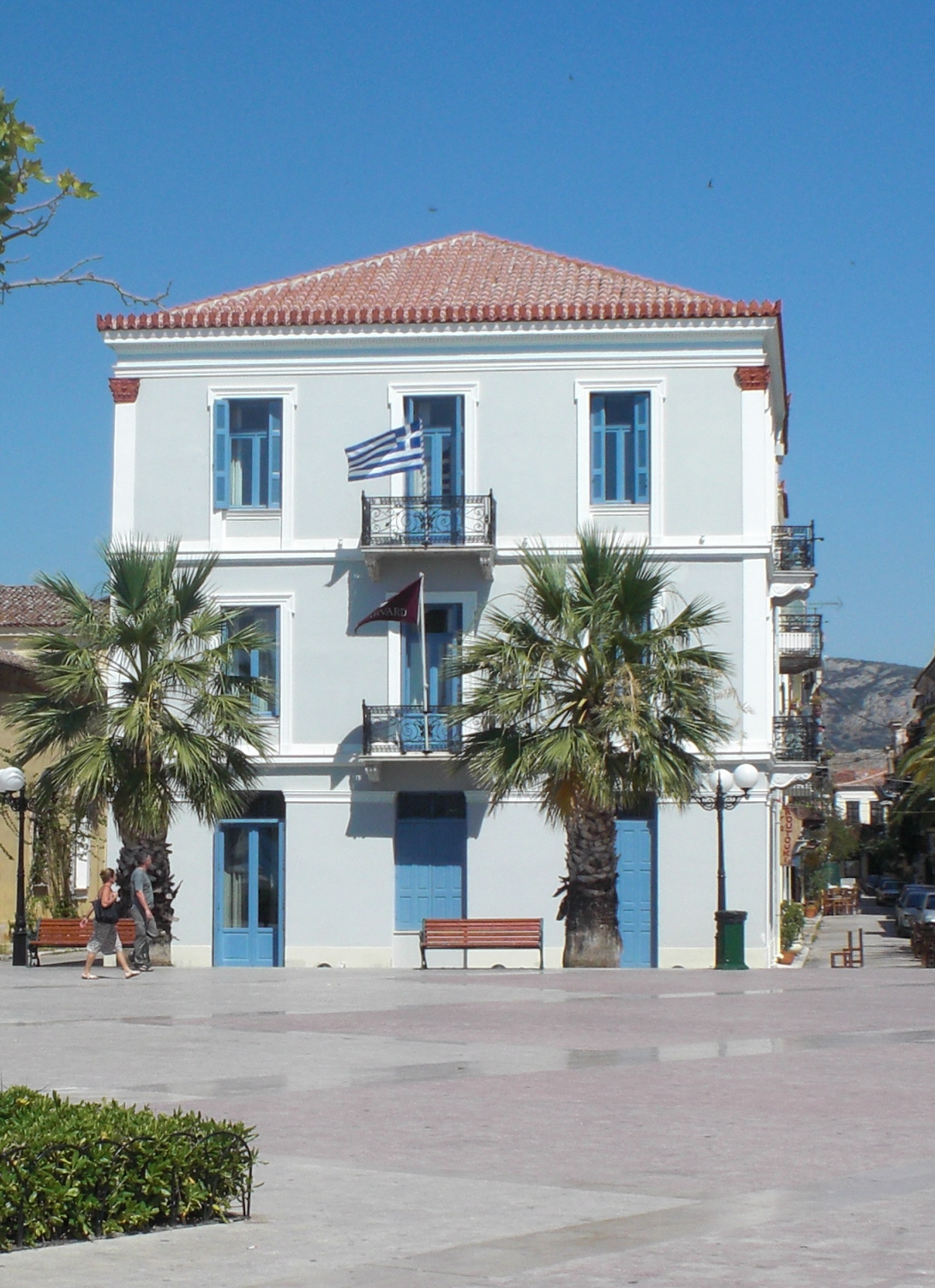
Sitz der Außenstelle in Nafplio

Das Center for Hellenic Studies ist eine Forschungseinrichtung für die Klassische Altertumswissenschaft in Washington, D.C. Es gehört zur Harvard University und ist der Förderung des akademischen Nachwuchses gewidmet. Das Institut fördert externe Forschungsvorhaben und bietet jährlich mehreren Stipendiaten die Möglichkeit, ein Jahr lang am Center zu leben und zu forschen. Die „Fellows“ werden von einer Gruppe von „Senior Fellows,“ einer Gruppe von derzeit acht international anerkannten Altertumswissenschaftlern, ausgewählt. Die Fellows sind in der Regel Nachwuchswissenschaftler aus der ganzen Welt, meistens aus Europa oder Nordamerika. Das „Center“, wie es gemeinhin genannt wird, war in der Vergangenheit ein Sprungbrett in den Karrieren vieler aufstrebender Altertumswissenschaftler, die später wichtige Beiträge in diesem Bereich geleistet haben.
Den Kern des Center bildet die umfangreiche Forschungsbibliothek, die eine der ersten ihrer Art in den Vereinigten Staaten war. Sie wurde seit der Gründung sukzessive erweitert.
Das Center for Hellenic Studies wurde 1960 durch eine Stiftung der Old Dominion Foundation gegründet und 1961 eingerichtet. Der erste Direktor war Michael Putnam (1962–1963) in Vertretung für Bernard MacGregor Walker Knox (1963–1985). Ihm folgte Zeph Stewart (1985–1992). Unter den Ko-Direktoren Kurt Raaflaub und Deborah Boedeker (1992–2000) wurde die Zahl der Junior Fellows von acht auf zwölf erhöht. Von 2000 bis 2021 war Gregory Nagy Direktor des Center for Hellenic Studies. Unter seiner Ägide wurde 2006 die digitale Agora eingerichtet und eine Außenstelle in Nafplio (Griechenland) eingeweiht. Gegenwärtig ist Mark J. Schiefsky der Direktor des Center.